# La Solana
La Solana är en ort i Spanien.   Den ligger i provinsen Provincia de Ciudad Real och regionen Kastilien-La Mancha, i den centrala delen av landet, 170 km söder om huvudstaden Madrid. La Solana ligger 765 meter över havet och antalet invånare är 16 511.
Terrängen runt La Solana är platt. Runt La Solana är det mycket glesbefolkat, med 2 invånare per kvadratkilometer. Närmaste större samhälle är Manzanares, 12,9 km nordväst om La Solana. Trakten runt La Solana består till största delen av jordbruksmark.